# Opogona isotalanta
Opogona isotalanta är en fjärilsart som beskrevs av Edward Meyrick 1930. Opogona isotalanta ingår i släktet Opogona och familjen äkta malar. Inga underarter finns listade i Catalogue of Life.